# Tricimba armata
Tricimba armata är en tvåvingeart som först beskrevs av Seguy 1938.  Tricimba armata ingår i släktet Tricimba och familjen fritflugor. Inga underarter finns listade i Catalogue of Life.